# Skoki narciarskie na zimowych igrzyskach olimpijskich młodzieży
Skoki narciarskie na zimowych igrzyskach olimpijskich młodzieży – jedna z dyscyplin wchodząca w skład programu zimowych igrzysk olimpijskich młodzieży, rozgrywana od pierwszej edycji tej imprezy (2012).
W ramach pierwszej edycji zimowych igrzysk olimpijskich młodzieży (2012) rozegrano trzy konkurencje skoków narciarskich – indywidualne chłopców i dziewcząt oraz mikst drużynowy, w którym każdy z zespołów składał się z 3 osób: skoczkini, kombinatora norweskiego oraz skoczka.
W drugiej edycji (2016) skoczkowie i skoczkinie, oprócz konkurencji z 2012 roku, rywalizowali także w sztafecie mieszanej, będącej połączeniem skoków i biegów narciarskich (w części skokowej w każdej drużynie startowały 3 osoby: skoczkini, kombinator norweski i skoczek, a w części biegowej biegaczka, kombinator norweski i biegacz) – konkurencji tej nie uwzględniono jednak w poniższym zestawieniu.
W trzeciej edycji (2020) składy zarówno w mikście drużynowym, jak i sztafecie mieszanej poszerzono o zawodniczkę uprawiającą kombinację norweską. Poza tym zestaw konkurencji pozostał taki sam jak 4 lata wcześniej.

## Medaliści

### Konkursy indywidualne

#### Dziewczęta
| Rok i miejsce     | K/HS        | Złoto          | Srebro            | Brąz                       | Źródła |
| ----------------- | ----------- | -------------- | ----------------- | -------------------------- | ------ |
| 2012, Seefeld     | K-68 HS-75  | Sara Takanashi | Katharina Althaus | Urša Bogataj               | [ 1 ]  |
| 2016, Lillehammer | K-90 HS-100 | Ema Klinec     | Sofja Tichonowa   | Lara Malsiner              | [ 2 ]  |
| 2020, Prémanon    | K-81 HS-90  | Anna Szpyniowa | Joséphine Pagnier | Štěpánka Ptáčková          | [ 3 ]  |
| 2024, Pjongczang  | K-98 HS-109 | Taja Bodlaj    | Josie Johnson     | Ingvild Synnøve Midtskogen | [ 4 ]  |

#### Chłopcy
| Rok i miejsce     | K/HS        | Złoto           | Srebro                 | Brąz              | Źródła |
| ----------------- | ----------- | --------------- | ---------------------- | ----------------- | ------ |
| 2012, Seefeld     | K-68 HS-75  | Anže Lanišek    | Mats Søhagen Berggaard | Yukiya Satō       | [ 5 ]  |
| 2016, Lillehammer | K-90 HS-100 | Bor Pavlovčič   | Marius Lindvik         | Jonathan Siegel   | [ 6 ]  |
| 2020, Prémanon    | K-81 HS-90  | Marco Wörgötter | Mark Hafnar            | David Haagen      | [ 7 ]  |
| 2024, Pjongczang  | K-98 HS-109 | Ilja Miziernych | Nikolaus Humml         | Łukasz Łukaszczyk | [ 8 ]  |

### Mikst drużynowy
| Rok i miejsce     | K/HS        | Złoto                                                                   | Srebro                                                         | Brąz                                                                | Źródła |
| ----------------- | ----------- | ----------------------------------------------------------------------- | -------------------------------------------------------------- | ------------------------------------------------------------------- | ------ |
| 2012, Seefeld     | K-68 HS-75  | Niemcy Katharina Althaus Tom Lubitz Andreas Wellinger                   | Słowenia Urša Bogataj Luka Pintarič Anže Lanišek               | Kanada Taylor Henrich Nathaniel Mah Dusty Korek                     | [ 9 ]  |
| 2016, Lillehammer | K-90 HS-100 | Słowenia Ema Klinec Vid Vrhovnik Bor Pavlovčič                          | Niemcy Agnes Reisch Tim Kopp Jonathan Siegel                   | Austria Julia Huber Florian Dagn Clemens Leitner                    | [ 10 ] |
| 2020, Prémanon    | K-81 HS-90  | Austria Lisa Hirner Stefan Rettenegger Julia Mühlbacher Marco Wörgötter | Japonia Ayane Miyazaki Yuto Nishikata Machiko Kubota Sōta Kudō | Francja Emma Tréand Marco Heinis Joséphine Pagnier Valentin Foubert | [ 11 ] |

## Klasyfikacja medalowa
| Miejsce | Państwo  | Złoto | Srebro | Brąz | Razem |
| ------- | -------- | ----- | ------ | ---- | ----- |
| 1.      | Słowenia | 4     | 2      | 1    | 7     |
| 2.      | Austria  | 2     | 0      | 2    | 4     |
| 3.      | Niemcy   | 1     | 2      | 1    | 4     |
| 4.      | Japonia  | 1     | 1      | 1    | 3     |
| 5.      | Rosja    | 1     | 1      | 0    | 2     |
| 6.      | Norwegia | 0     | 2      | 0    | 2     |
| 7.      | Francja  | 0     | 1      | 1    | 2     |
| 8.      | Czechy   | 0     | 0      | 1    | 1     |
| 8.      | Kanada   | 0     | 0      | 1    | 1     |
| 8.      | Włochy   | 0     | 0      | 1    | 1     |